# Заречье (Выгоничское городское поселение)
Не следует путать с другим одноимённым посёлком в том же административном районе.
Заречье — посёлок в Выгоничском районе Брянской области, в составе Выгоничского городского поселения. Расположен в 1 км к югу от села Городец. Население — 96 человек (2010).

## История
Упоминается с 1920-х гг.; до 2005 года входил в Городецкий сельсовет.
| Годы      | 1926 | 1979 | 1989 | 2002 | 2010 |
| --------- | ---- | ---- | ---- | ---- | ---- |
| Население | 264  | 163  | 115  | 91   | 96   |